# Boresighter

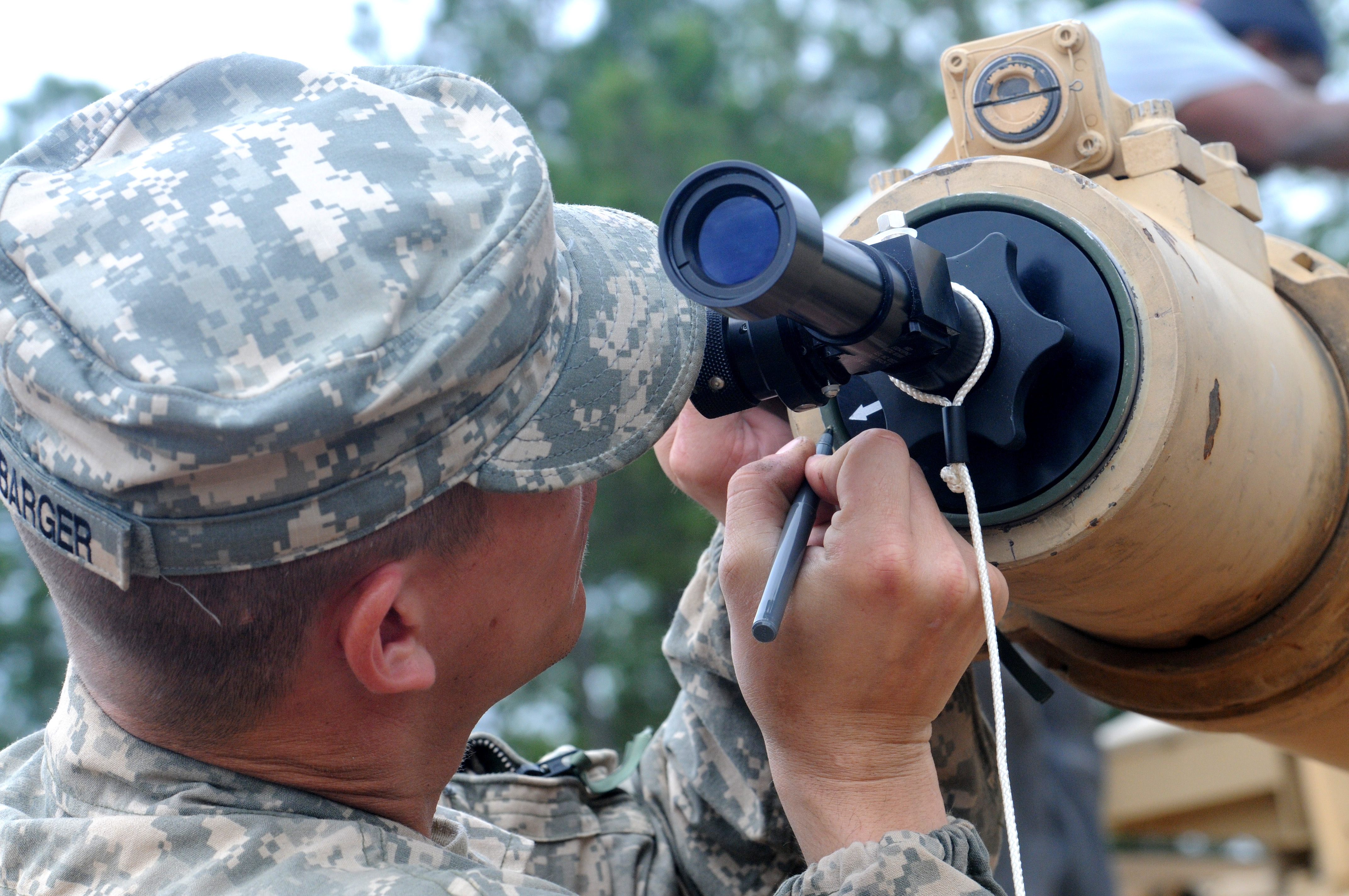
Boresighter auf der Mündung einer Panzerkanone

Ein Boresighter (auf Deutsch etwa Seelenachsenvisier) (teilweise auch Schussprüfer oder Einschießhilfe) ist ein Instrument zur Kalibrierung einer Zielhilfe auf die Seelenachse des Laufs einer Rohrwaffe.
Ein Boresighter wird vielfach vor dem Einschießen zur groben Einstellung der Zielhilfe eingesetzt. So lassen sich viele Probeschüsse einsparen. Das traditionelle Vorgehen ohne einen Boresighter ist es, durch den Lauf zu schauen, dabei ein Ziel anzuvisieren und danach das gleiche Ziel mit der Zielhilfe anzuvisieren. Dieses Vorgehen ist vor allem für Kipplaufwaffen geeignet; für viele andere Waffentypen ist es jedoch aufwändig, da dafür erst der Verschluss entfernt werden muss.
Der Boresighter muss möglichst parallel zur Laufseele befestigt werden. Boresighter erlauben vor allem eine recht gute horizontale Einstellung. Für die vertikale Einstellung muss die ballistische Kurve berücksichtigt werden.
Es kommen verschiedene Systeme zum Einsatz:
- Boresighter mit eigener Zieloptik. Bei der Zieloptik handelt es sich vielfach um ein Winkelfernrohr. Die Zielhilfe der Waffe muss so lange justiert werden, bis das gleiche Ziel wie mit der Optik des Boresighters anvisiert wird.[4]
- Boresighter als Kollimator mit Absehen als kariertes Raster. Der Boresighter wird vor die optische Zielhilfe der Waffe installiert. Der Schütze schaut mit der Zielhilfe der Waffe auf das Absehen des Kollimators und ist so in der Lage, die Zielhilfe einzustellen. Die meisten dieser Boresighter nutzen das vorhandene Umgebungslicht, manche verfügen auch über eine zusätzliche Lichtquelle zum Beleuchten des Absehens.[3]
- Boresighter als Laserstrahler. Dabei befindet sich der Laser entweder an der Mündung oder am Patronenlager. Wenn er sich im Patronenlager befindet, wird er Laserpatrone oder Justierpatrone genannt. Der Boresighter hat dabei die Form einer Patrone und wird, wie eine gewöhnliche Patrone, in das Patronenlager geladen. Der Boresighter strahlt entweder von der Mündung oder durch den Lauf, parallel zur Laufseele, einen Laserpunkt auf ein Testziel an. Auf diesen Lichtpunkt kann die Zielhilfe der Waffe justiert werden.[5]

Bei der Befestigung der Boresighter an den Lauf gibt es verschiedene Möglichkeiten. Bei großen Kalibern, z. B. einer Panzerkanone, kann der Boresighter innerhalb des Rohrs befestigt werden. Bei kleinen Kalibern kann dieses mit einem passenden Stab in Kaliberdurchmesser als Adapter geschehen. Es gibt auch technische Lösungen, den Boresighter parallel auf dem Rohr oder magnetisch auf der Mündung anzubringen.
Das US-Militär akzeptiert für manche Waffen mit offener Visierung die Genauigkeit der Laser-Boresighter, so dass auf ein Einschießen verzichtet werden kann. Waffen mit optischen Zielhilfen müssen hingegen zusätzlich eingeschossen werden.

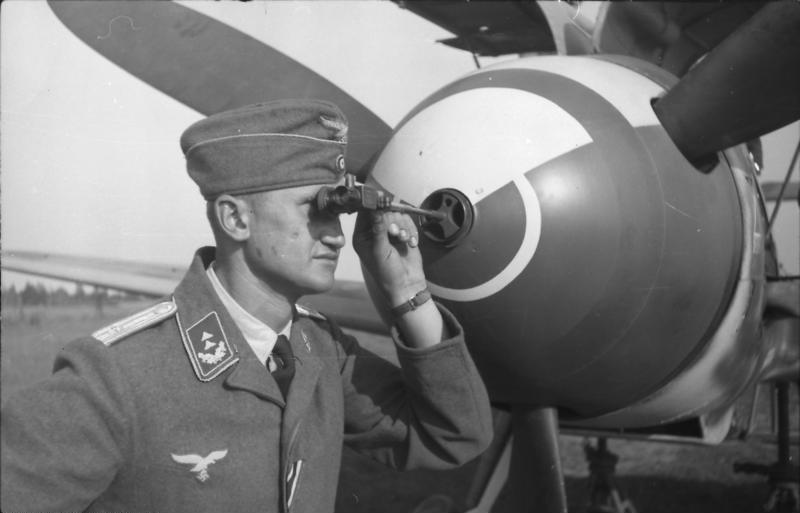
Boresighter für die Nabenkanone eines Propellerflugzeugs
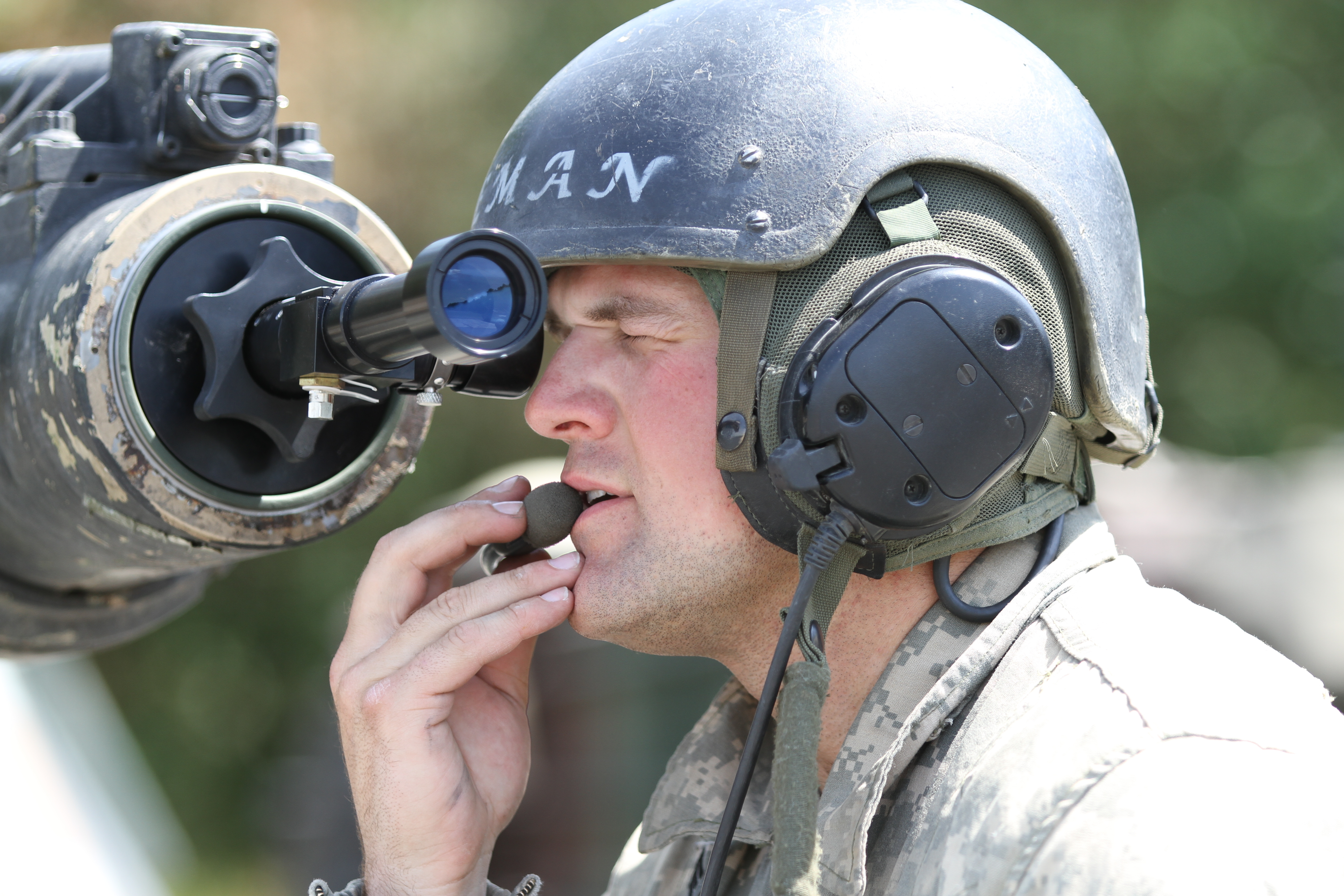
Boresighter für die Hauptwaffe des M1-Panzers
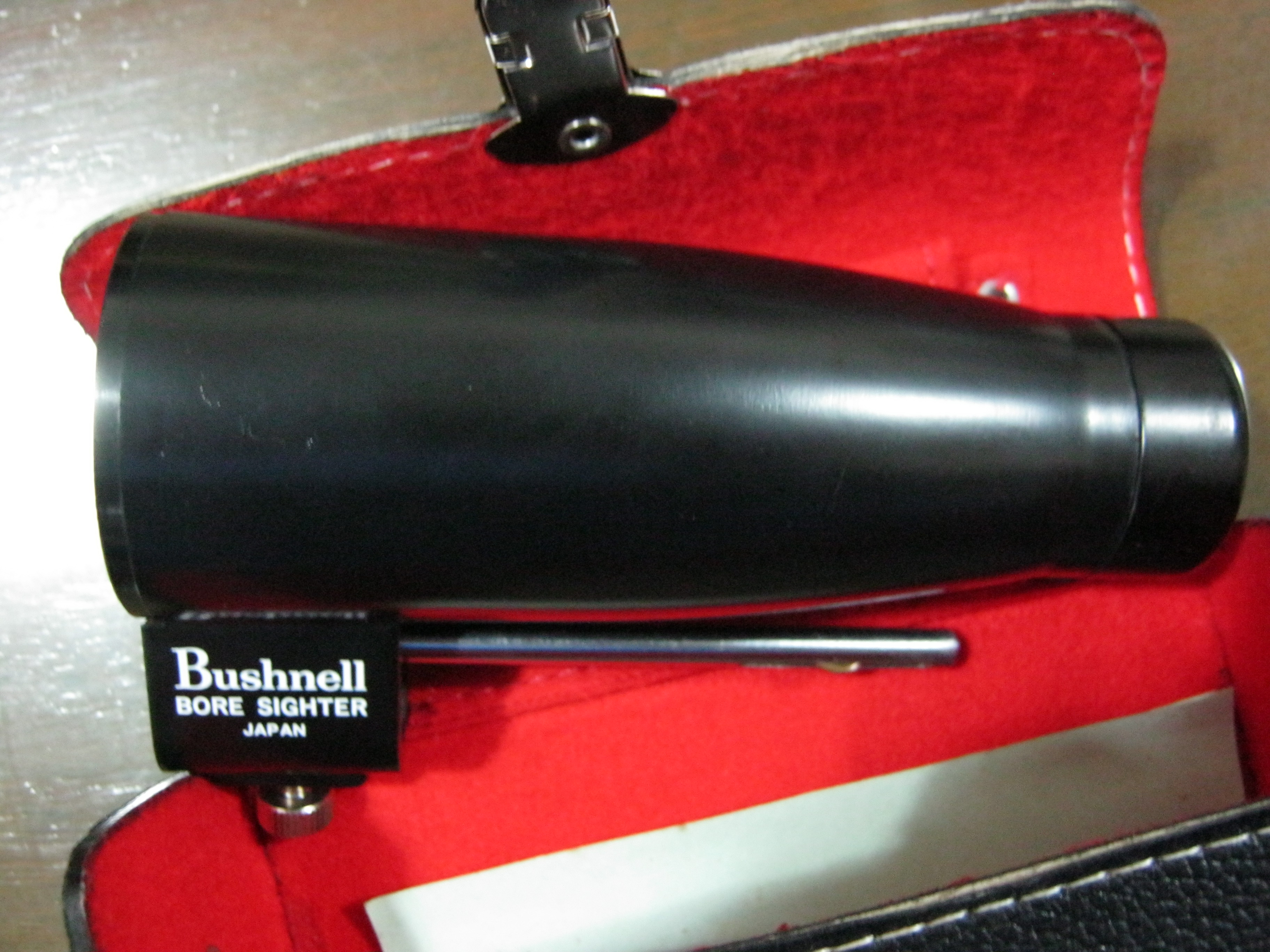
Boresighter mit Stab für den Lauf
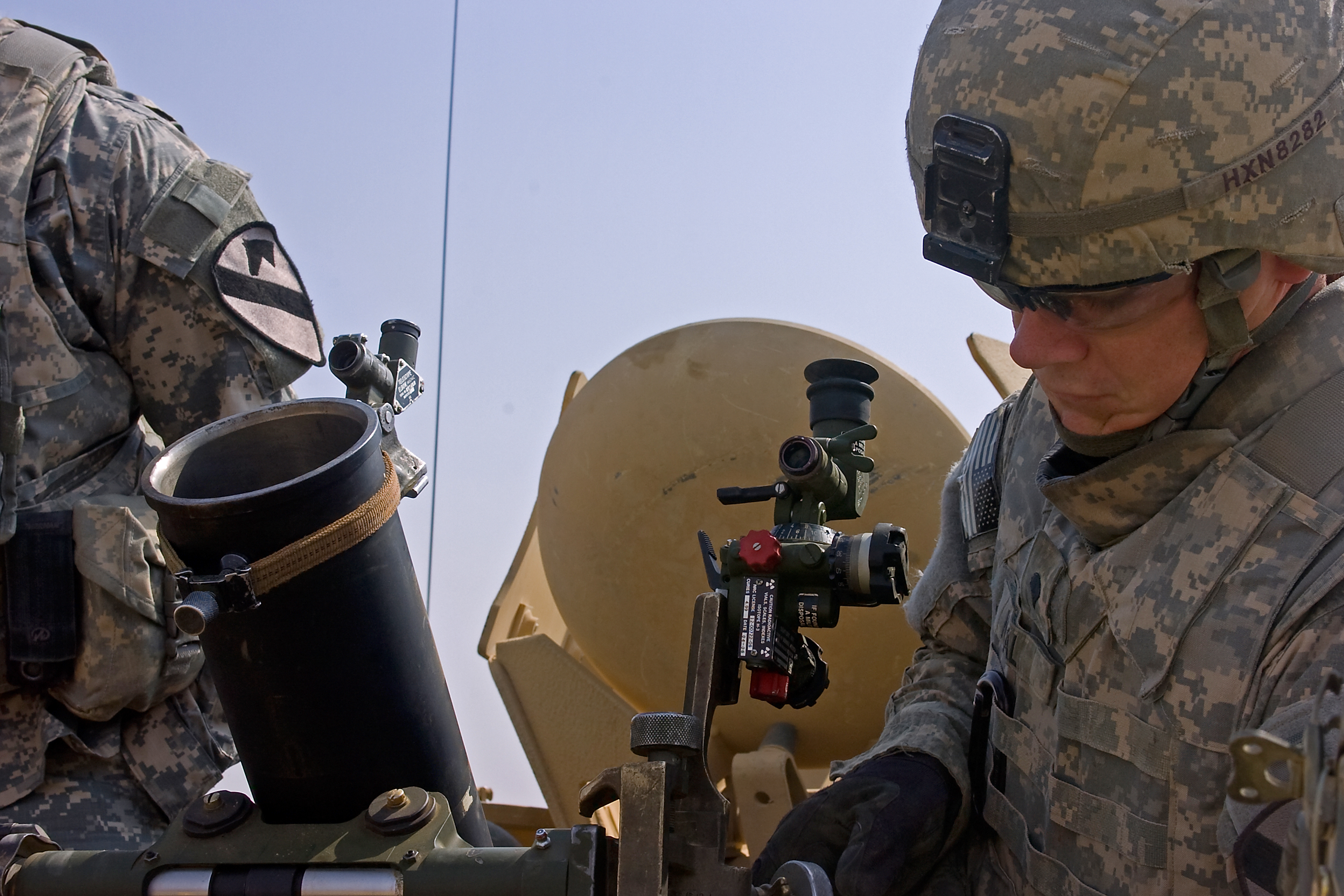
Boresighter an Mörserrohr
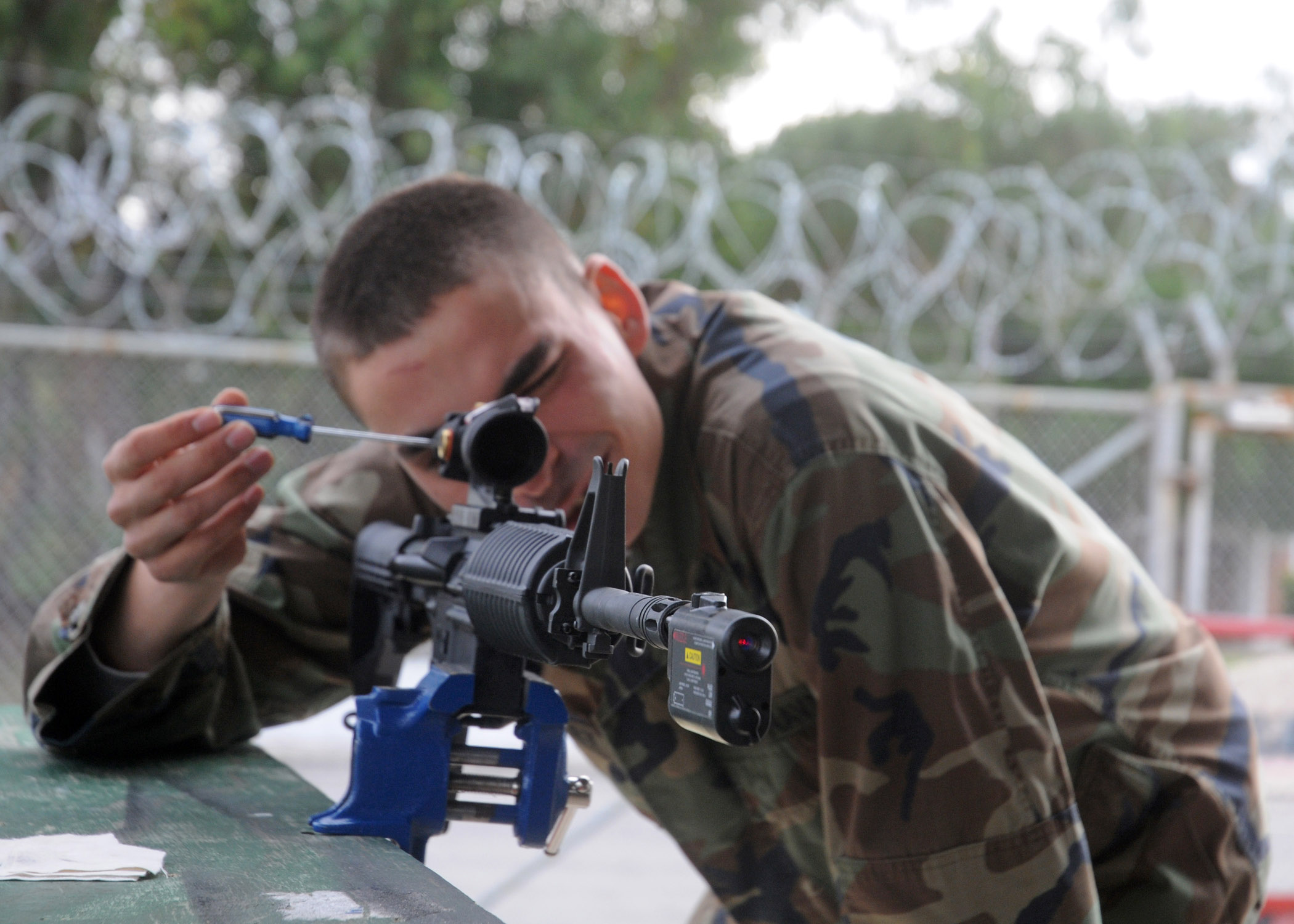
Laserboresighter